# Bátor (keresztnév)
A Bátor török eredetű régi magyar férfinévből származik, jelentése hős.

## Gyakorisága
Az 1990-es években szórványosan fordult elő, a 2000-es években nem szerepel a 100 leggyakoribb férfinév között.

## Névnapok
- február 27.[2] (Szökőévben február 28.)

## Híres Bátorok
- Szuhe Bator, a mongol szocialista forradalom vezetője, róla nevezték el Mongólia fővárosát Ulánbátornak